# Juca
Juan Carlos Viana Prieto más conocido como Juca (19 de noviembre de 1979 en Passo Fundo, Brasil) es un exfutbolista brasileño con pasaporte comunitario europeo. Su último equipo profesional fue el Dubai Club del que se retiró en 2014.

## Carrera
Juca comenzó su carrera en el Internacional de Porto Alegre en 1999, jugando como mediapunta. Sobrino del famoso exjugador y entrenador Paulo César Carpegiani, no tardó en destacar por la precisión y potencia de sus lanzamientos de falta. Pronto retrasaría su posición, pasando a jugar como mediocampista defensivo.
Tras defender los colores del Criciúma y del Marília, en 2004 Juca fichó por el Fluminense, y al año siguiente por el Botafogo, club al que volvería en 2006 tras un breve paso por el Guaraní, y en el que se alzaría en 2007 con la Copa de Río.
En 2007 es transferido al Partizán de Belgrado, donde incrementó su palmarés con sendos dobletes, venciendo la Superliga y la Copa en las dos temporadas en las que militó en el equipo balcánico. En ellas confirmó la potencia de su disparo, anotando 10 goles y ganándose el apodo de "el bombardero brasileño".
En mayo de 2009 firmó por dos temporadas por el Deportivo de La Coruña, con la misión de cubrir la baja del canadiense Julian de Guzman. Debutó en Primera División el 29 de agosto de ese mismo año en el estadio Santiago Bernabéu, frente al Real Madrid.

## Clubes
| Club                          | País   | Año         |
| ----------------------------- | ------ | ----------- |
| Internacional de Porto Alegre | Brasil | 1997 - 2001 |
| Criciúma EC                   | Brasil | 2002 - 2003 |
| Marilia AC                    | Brasil | 2003        |
| Fluminense Football Club      | Brasil | 2004        |
| Botafogo                      | Brasil | 2005        |
| Guarani                       | Brasil | 2006        |
| Botafogo de Futebol e Regatas | Brasil | 2006 - 2007 |
| FK Partizan Belgrado          | Serbia | 2007 - 2009 |
| Deportivo de La Coruña        | España | 2009 - 2011 |
| Ceará SC                      | Brasil | 2011-       |

## Títulos
- 2 Superligas serbias (2007-08, 2008-09)
- 2 Copas de serbia (2008, 2009)
- 1 Copa de Río (2007)